# جزیره پست
جزیره پَست در زمین‌شناسی (و گاهی باستان‌شناسی) جزیره با منشا مرجان است. این واژه هنگامی بکار می‌رود که جزیره از رسوبات روی آب‌سنگ مرجانی یا بالاآمدگی چنین جزیره‌هایی پدید آمده باشد. کاربرد این واژه، برای ایجاد تمایز با جزیره آتشفشانی است.

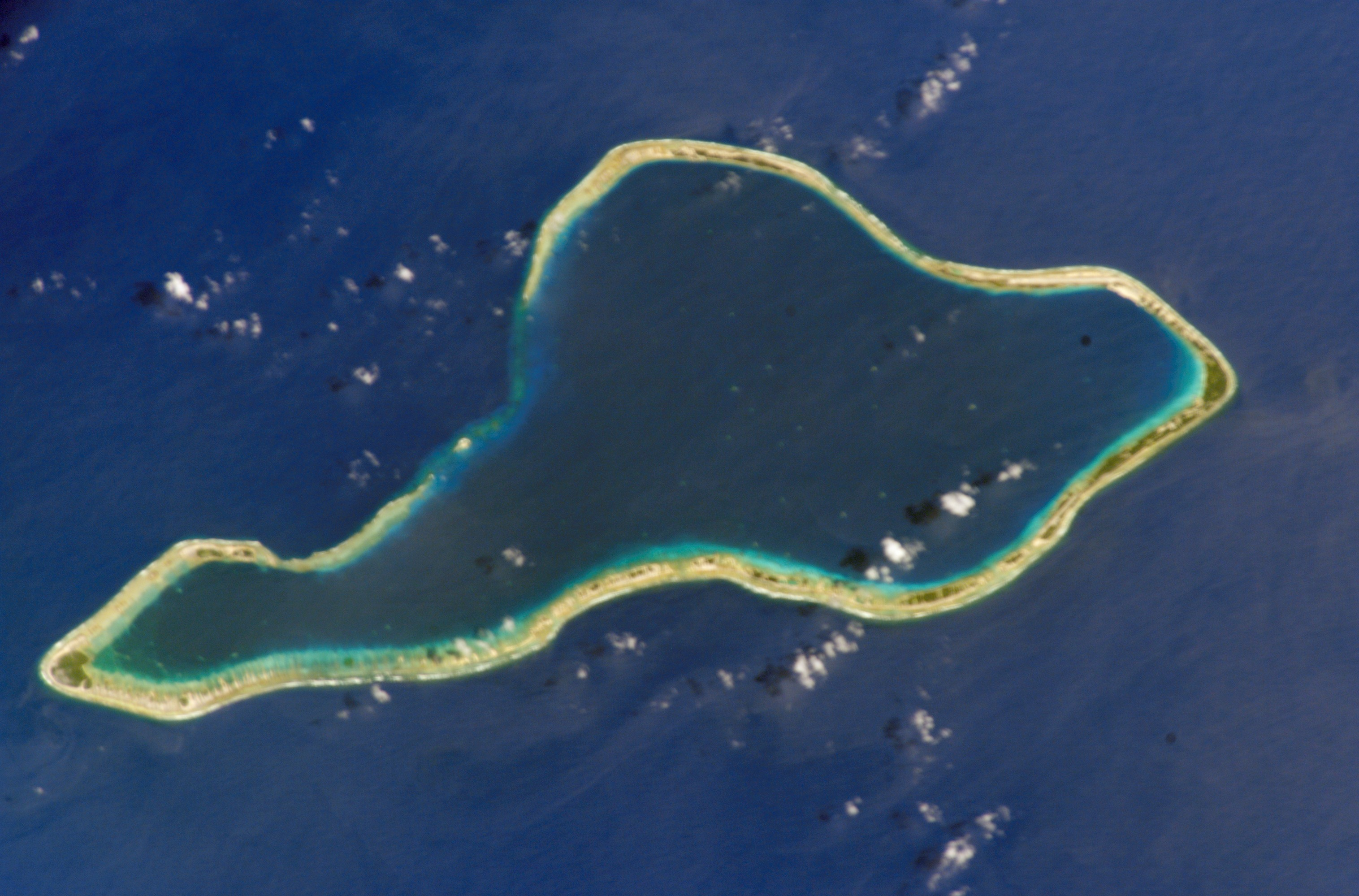
آب‌سنگ حلقوی موروروآ که از یک جزیره پستِ بر روی مرجان و احاطه کننده تالاب داخلی تشکیل شده است.

## تعریف و مکان
آشنایی با وجه تمایز جزیره پست و آتشفشانی مهم است. زیرا بلندای جزایر آتشفشانی مانند ماکاتئا، نائورو، نیووی، و بانابا تا چند صد پا بالاتر از سطح دریا هم می‌رسد. درحالیکه بلندای جزایر پست فقط به چند پا بالاتر از سطح دریا می‌رسد که جزء "جزیره خرد" دسته‌بندی می‌شوند. جزایر پست، تالاب داخلی آب‌سنگ حلقوی را می‌سازند.
این دو گونه جزیره همواره در نزدیکی یکدیگر یافت می‌شوند. به ویژه در جزایر اقیانوس آرام جنوبی که جزایر پستِ کناره صخره‌های مرجانی، بیشتر جزیره‌های آتشفشانی را احاطه کرده‌اند.

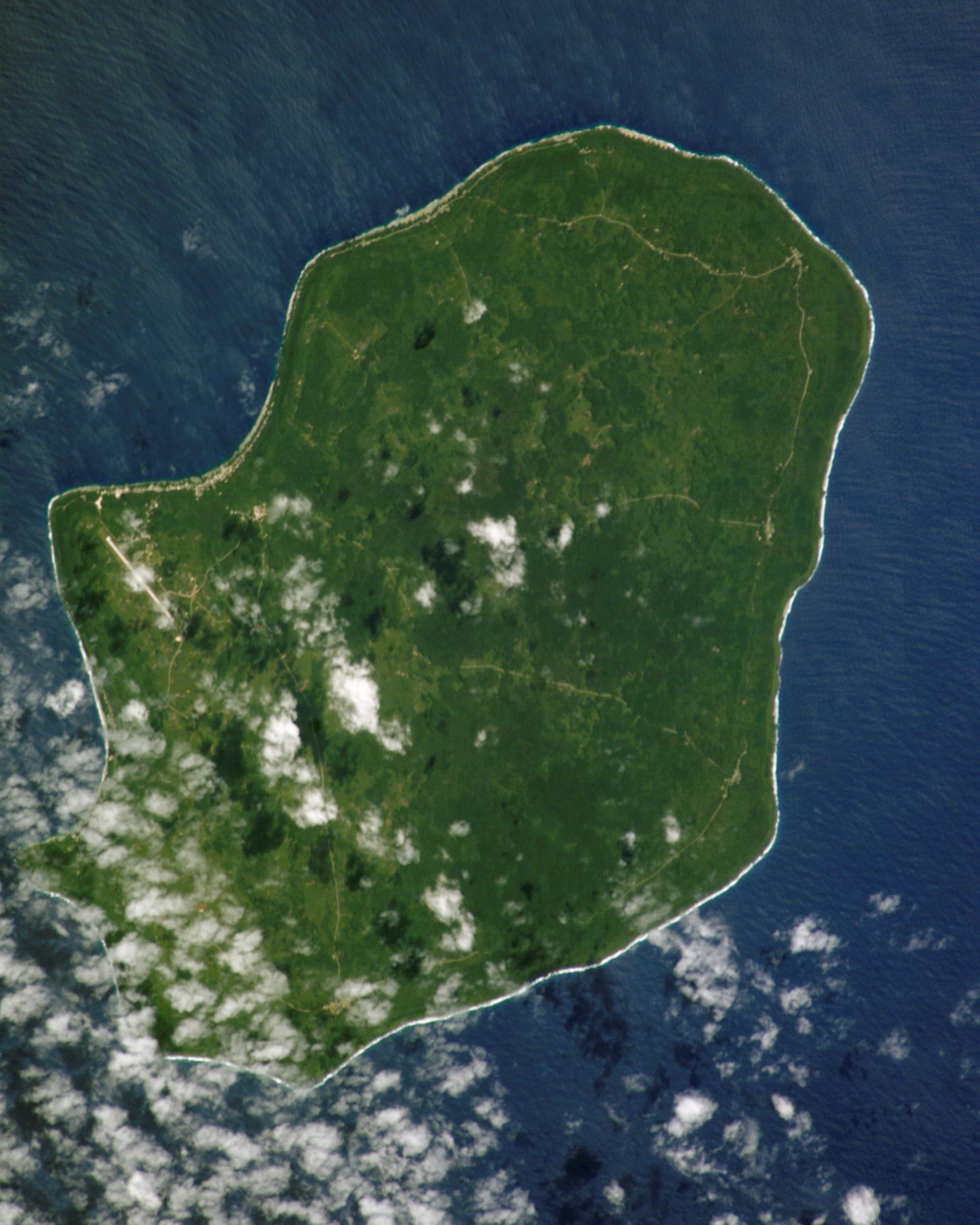
نیووی یک جزیره پست است که در گذشته آب‌سنگ حلقوی بوده و بر اثر بالاآمدگی زمین‌ساختی، صخره و تالاب داخلی آن از آب بیرون آمده‌اند.

## آب و هوا و امکان زندگی
جزایر پست، مقدار اندکی آب شیرین و خاک ضعیف و نمکی دارند که کار کشاورزی در آنها را بسیار سخت می‌کند. این جزایر نمی‌توانند مانند جزایر آتشفشانی، پذیرای جمعیت انسانی باشند. مردم این جزایر، بیشتر با ماهی‌گیری زندگی خود را می‌گذرانند. جزایر پست معمولاً اقلیم اقیانوسی دارند.